# Žlutý pes
Žlutý pes je česká rocková kapela, působící od roku 1978. Jejím zakladatelem a frontmanem je Ondřej Hejma.
V 80. letech, po vydání článku „Nová vlna se starým obsahem“, skupina vystupovala pod krycími názvy „Tomahawk“ a „Hudebně-zábavná skupina Ondřeje Hejmy“.
Skupina zahrála množství koncertů, získala Zlaté desky a Ceny akademie populární hudby Anděl.
Mezi hity skupiny patří písně „Sametová“, „Modrá je dobrá“, „Náruživá“.

## Diskografie
- Ondřej Hejma – Žlutý pes (1988)
- Žlutý Pes – Hoši z východního bloku (1992)
- Žlutý Pes – Yellow Dog (1994)
- Žlutý Pes – Šala-hů, Blbej den (1996)
- Žlutý Pes – Trsátko (1996)
- Žlutý Pes – Poslední lžíce (18. 5. 1998)
- Žlutý Pes – Himálaje (18. 10. 1999)
- Žlutý Pes – Fotbalová (2000)
- Žlutý Pes – Čínská otázka (20. 8. 2001)
- Žlutý Pes – Psí kusy (ty nejlepší kousky) (18. 11. 2002)
- Žlutý Pes – Rok psa (22. 5. 2006)
- Mellow Yellow (26. 5. 2008)
- Modrá je dobrá (2011)
- Stroj času (2014)